# ダッロシュ＝ニェルシュ・ボグラールカ
ダッロシュ＝ニェルシュ・ボグラールカ（ハンガリー語: Dallos-Nyers Boglárka、1997年4月2日 - ）、芸名ボギ（Bogi）あるいはダッロシュ・ボギ（Dallos Bogi）は、ハンガリーの歌手である。

## 来歴

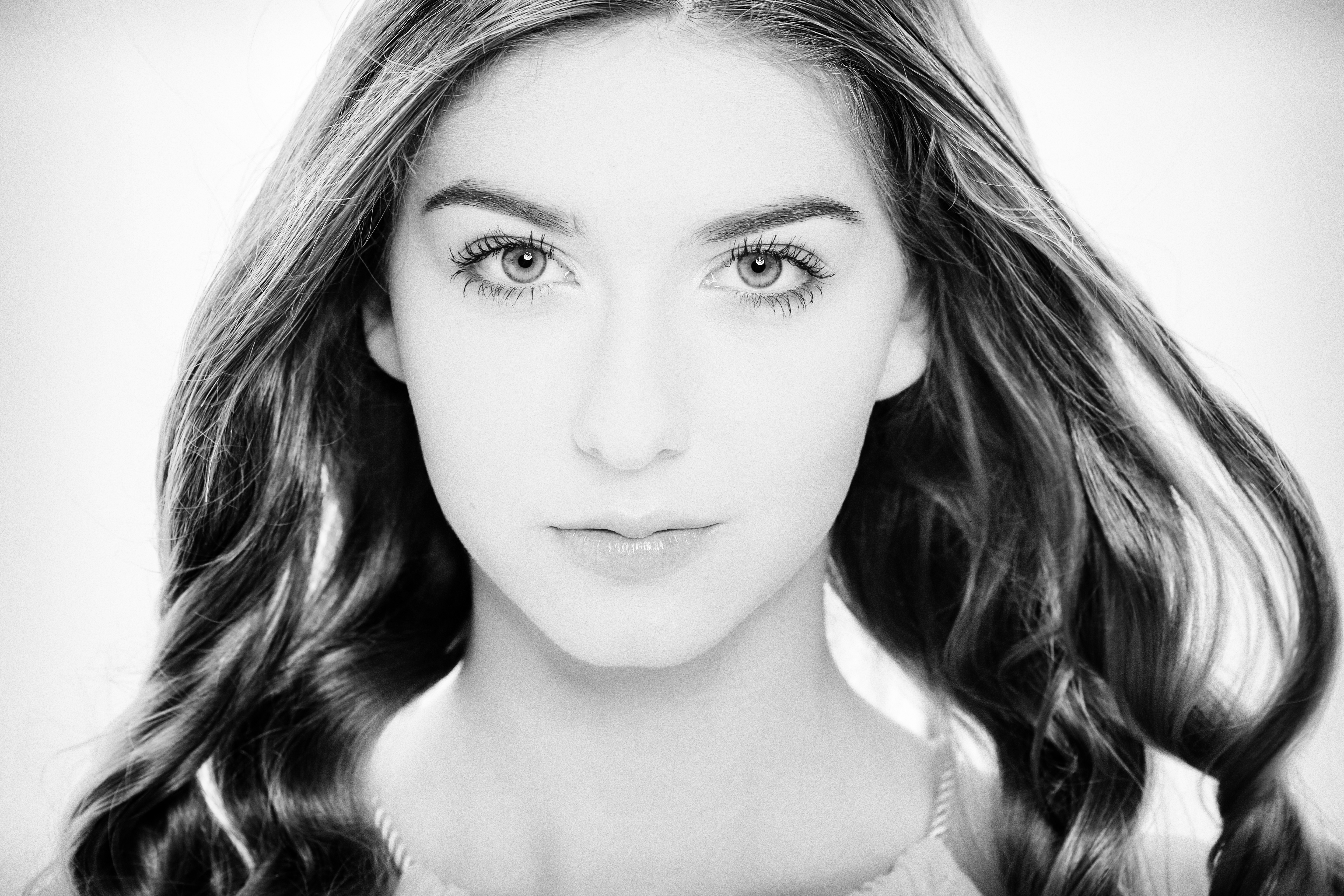
ボギ（2013年）

2013年1月10日、ユーロビジョン・ソング・コンテストのハンガリー代表選考であるア・ダル2013にR&Bの楽曲「Tükörkép」で出場したが、準決勝に進む前に敗退した
2013年12月11日、ア・ダル2014にギターポップの楽曲「We All」で再挑戦する。2014年2月1日、審査員判定により緒戦を突破し、準決勝に進出する。2014年2月15日に決勝通過、2月22日の決勝では上位4組に食い込み、決選投票にまで進出したが、カーッライ＝ソンデルス・アンドラーシュに敗れ優勝を逃す。同年のユーロビジョン・ソング・コンテスト関連イベント「OGAE」セカンド・チャンス・コンテストでは15位となった。
2014年12月8日、ア・ダル2015にて「World of Violence」で再びハンガリー代表の座を目指すが、準決勝で敗退した。